# Izabelin A
Izabelin Folwark lub Izabelin A – dawny folwark i w latach 1933–1954 samodzielna gromada; obecnie część wsi Stare Babice w Polsce położona w województwie mazowieckim, w powiecie warszawskim zachodnim, w gminie Stare Babice. Leży na północny zachód od Starych Babic właściwych, przy ulicy Izabelińskiej.
Obszar ten stanowi jeden z trzech sąsiednich Izabelinów: Izabelin A, Izabelin B i Izabelin C, określanych literami chronologicznie według daty powstania.
Folwark Izabelin (Izabelin A) powstał końcu XIX wieku. Izabelin B (Izabelin Południowy) powstał w początkach XX wieku na północ od Izabelina folwarku. Jeszcze dalej na północ powstał Izabelin C (Izabelin Północny) Obecnie Izabelin B i Izabelin C z Hornówkiem połączyły się w jedno duże osiedle mieszkaniowe, należące do gminy Izabelin. Natomiast dawny folwark (Izabelin A) już nie istnieje; został rozparcelowany na gospodarstwa, po czym stał się częścią Babic. Po byłym folwarku Izabelin, zachowała się kapliczka z figurą NMP oraz dworek byłego folwarku Izabelin. Dominuje tu zabudowa jednorodzinna. Jest też przystanek autobusowy – Izabelińska 01.

## Historia
Mały folwark powstał w latach 1851–1875, gdy właścicielem dóbr był Alfons Kropiwnicki, nazwany Izabelinem prawdopodobnie na pamiątkę żony architekta Izabeli z Miecznikowskich, matki dziewięciorga dzieci.
W latach 1867–1952 w gminie Ożarów w powiecie warszawskim (w przeciwieństwie do Izabelina (B i C), który należał do gminy Zaborów tamże). 20 października 1933 utworzono gromadę Izabelin w granicach gminy Ożarów, składającą się z folwarku Izabelin i kolonii Izabelin. Od 1 lipca 1952 w powiecie wołomińskim.
Podczas II wojny światowej w Generalnym Gubernatorstwie, w dystrykcie warszawskim. W 1943 gromada Izabelin liczyła 162 mieszkańców.
1 lipca 1952, gromadę Izabelin (A) – a także Koczargi Stare i Stanisławów – wyłączono z gminy Zaborów i włączono do nowo utworzonej gminy Izabelin w nowo utworzonym powiecie pruszkowskim. Według stanu z 1 lipca 1952 Izabelin (A) stanowi nadal odrębną gromadę, jedną z 11 gminy Izabelin (Izabelin B i C stanowią wspólną gromadę o nazwie Izabelin B)
W związku z reorganizacją administracji wiejskiej jesienią 1954, Izabelin wszedł w skład nowej gromady Izabelin w powiecie pruszkowskim.
W związku z kolejną reformą gminną 1 stycznia 1973 gromadę Izabelin zlikwidowano, a jej obszar wszedł w skład nowo utworzonej gminy Stare Babice, która 1 czerwca 1975 weszła w skład stołecznego województwa warszawskiego.
30 grudnia 1994 z gminy Stare Babice wydzielono ponownie gminę Izabelin, składającą się z wsi Izabelin B, Izabelin C, Hornówek, Laski, Mościska, Sieraków i Truskaw. W związku z tym Izabelin A pozostał w gminie Stare Babice, stając się integralną częścią wsi Stare Babice.